# Jens Brännlund
Jens Ivar Patrik Brännlund (* 2. Juni 1981 in Sollefteå) ist ein ehemaliger schwedischer Skispringer.

## Werdegang
Brännlund, der für den Verein seiner Geburtsstadt, den Sollefteå GIF startete, gab sein internationales Debüt zur Saison 1998/99 im Skisprung-Continental-Cup. Dabei erreichte er in seiner ersten Saison 15 Punkte und damit Rang 127 der Gesamtwertung. Am 5. August 2000 startete er als Teil der Mannschaft beim Teamspringen im Rahmen des Skisprung-Grand-Prix in Hinterzarten. Von der Normalschanze erreichte die schwedische Mannschaft Rang elf.
Am 2. Februar 2001 startete Brännlund ebenfalls bei einem Teamspringen erstmals im Skisprung-Weltcup. In Willingen landete er mit der Mannschaft auf Rang zehn. Drei Wochen später gehörte er zum Team für die Nordischen Skiweltmeisterschaften 2001 in Lahti. Dabei erreichte das Team in beiden Wettbewerben Rang zehn. Am 7. März 2001 startete er zu seinem einzigen Einzelweltcup in Falun, wo er als 34. nur knapp die Punkteränge verpasste.
Nach der Saison 2000/01, die er im Continental Cup erneut auf Rang 127 abschloss, beendete er seine internationale Laufbahn.